# Ryszard Kempiak
Ryszard Kempiak (ur. 16 marca 1959 w Miliczu) — polski duchowny katolicki, salezjanin, biblista. 

## Życiorys
Wykładowca Pisma Świętego na Papieskim Wydziale Teologicznym we Wrocławiu (od 1995), także w Wyższym Seminarium Duchownym wrocławskim, świdnickim i Towarzystwa Salezjańskiego w Krakowie; rekolekcjonista; autor licznych książek i artykułów biblijnych i duszpasterskich. Studiował w Cremisan-Bethlehem (magisterium 1986), w Studium Biblicum Franciscanum w Jerozolimie (licencjat 1989), Wydziale Teologicznym Papieskiej Akademii Teologicznej w Krakowie (doktorat 1992).

## Wybrana bibliografia
- Weź księgę Pisma Świętego… Propozycje lectio divina na adwent i czas przygotowania paschalnego (Wydawnictwo Lamis, Wrocław 2003, ISBN 83-916954-8-4)

- Józef mąż Maryi (Wydawnictwo Alleluja, Kraków 2004, ISBN 83-89660-45-8)

- Jan — umiłowany uczeń Jezusa. Rozważania biblijne (Wydawnictwo Alleluja, Kraków 2006, ISBN 83-89660-03-2)